# Krochsiedlung
Die Krochsiedlung, vom Leipziger Denkmalamt auch Neu-Gohlis genannt, ist eine 16 Hektar große Wohnbebauung im Stil des Neuen Bauens im Leipziger Stadtteil Gohlis. Sie wurde 1929–1930 erbaut und sollte die erste Bauetappe einer geplanten Wohnstadt sein. Die Wohnhäuser bilden eine denkmalpflegerische Sachgesamtheit in Gohlis-Nord. Die Krochsiedlung stellt eines der wichtigsten Zeugnisse der Architektur der klassischen Moderne in Leipzig dar.

## Geschichte und Architektur

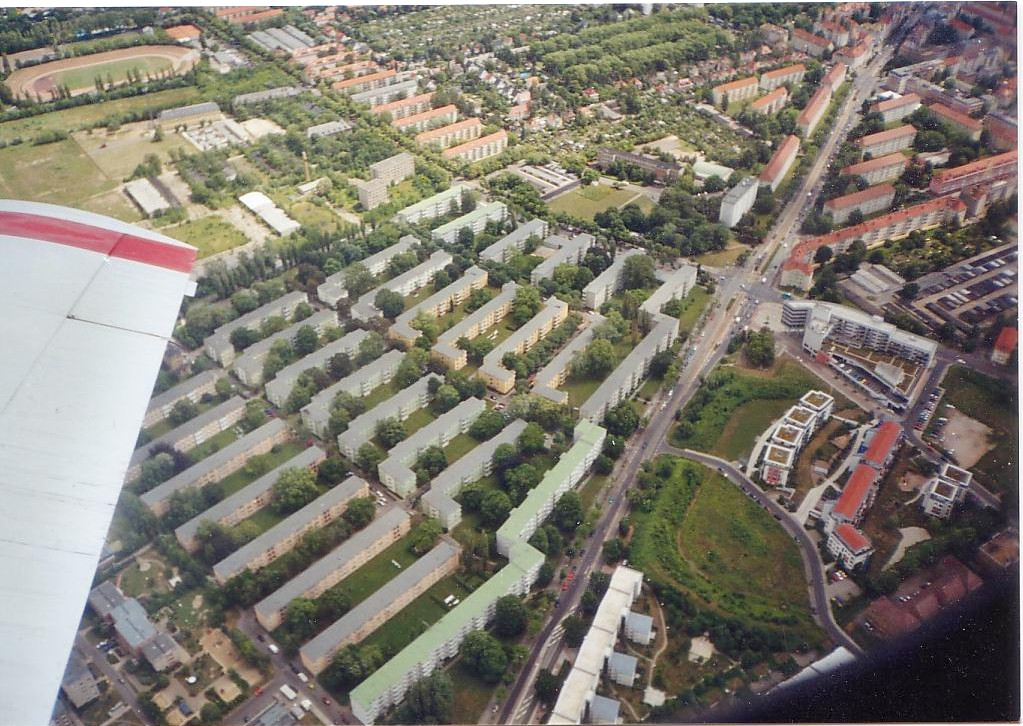
Die Krochsiedlung aus der Luft (2004)

Die Aktiengesellschaft für Haus- und Grundbesitz, deren Hauptaktionär das Bankhaus Kroch jun. KG a. A. des jüdischen Bankiers Hans Kroch war, schrieb 1928 einen Wettbewerb für den Bau einer 75 Hektar großen „Wohnstadt Neu-Gohlis“ aus. Kroch, in dessen Auftrag im selben Jahr das Krochhochhaus am Leipziger Augustusplatz entstand, nahm auch wesentlichen Einfluss auf die Gestaltung. Den Zuschlag erhielten die Berliner Architekten Paul Mebes und Paul Emmerich, die einen Bau in Häuserzeilen vorgeschlagen hatten. Zur Ausführung des ersten Bauabschnitts bildeten Mebes und Emmerich eine Planungsgemeinschaft mit den Leipziger Architekten Max Fricke und Johannes Koppe sowie dem Dresdner Adolf Muesmann.
Der Bau begann im Sommer 1929. Der erste Bauabschnitt mit 1.018 Wohnungen war im Herbst 1930 abgeschlossen – er sollte auch der einzige bleiben. Die weiteren Abschnitte, die eine viermal so große Wohnstadt mit 4.500 Wohnungen für etwa 15.000 Einwohner ergeben sollte – dies wäre die größte Wohnsiedlung der Weimarer Republik geworden – wurden nicht umgesetzt. Grund war die Weltwirtschaftskrise, die auch das Bankhaus Kroch traf und dann die Machtergreifung der Nationalsozialisten.
Die Siedlung verkörperte damals neuzeitliche Wohnkultur, die auch noch heute modernen Wohnanforderungen gerecht wird.
Sie besteht aus 3- und 4-geschossigen Mehrfamilienwohnhäusern mit insgesamt 1018 Wohnungen von ein bis vier Zimmern. Loggien, Hauslauben und große Fenster sorgen für eine gute Belichtung. In Erdgeschosslage gibt es zum Teil kleinere Gewerbeeinheiten. Die Häuserzeilen sind jeweils durch großzügige Grünflächen getrennt. Zentralheizung durch Fernwärme aus einem eigenen Heizkraftwerk, Warmwasseranschluss sowie ein Bad in jeder Wohnung boten einen in der Entstehungszeit seltenen und sehr modernen Komfort. Zur Siedlung gehören auch Flachbauten mit Läden zur Nahversorgung an der Max-Liebermann-Straße, die deshalb „Ladenstraße“ genannt wurde.
Unweit der Krochsiedlung entstand von 1930 bis 1932 die Versöhnungskirche als herausragendes Zeugnis des modernen deutschen Kirchenbaus nach einem Entwurf des Leipziger Architekten Hans Heinrich Grotjahn. Sie sollte im Mittelpunkt der geplanten Wohnstadt Gohlis liegen.
Nach 1990 wurde die Anlage umfassend saniert. Zur Pflege des architekturhistorischen und geschichtlichen Erbes der Krochsiedlung besteht seit 1991 der Bürgerverein Krochsiedlung e. V.

## Ansichten

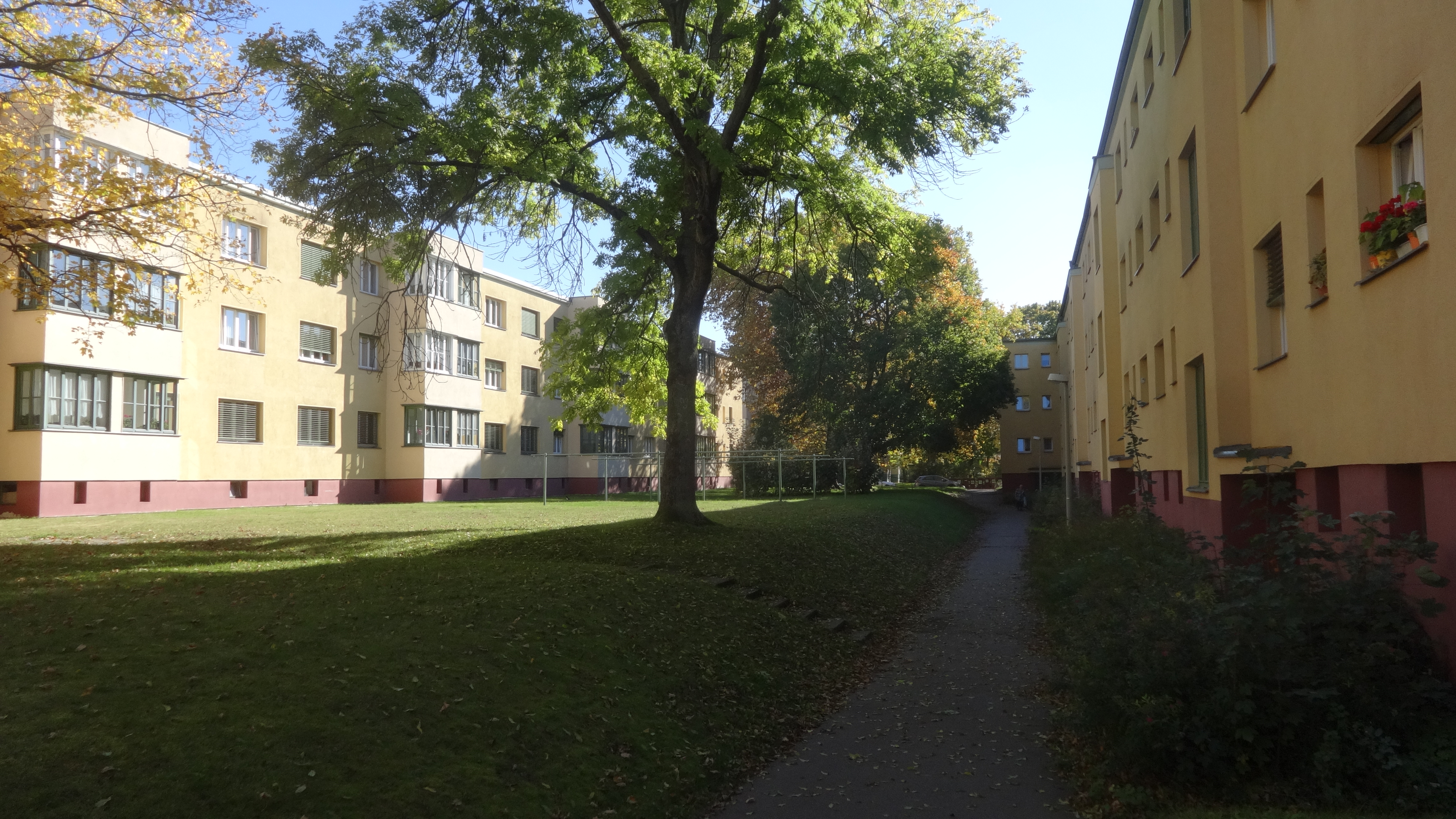
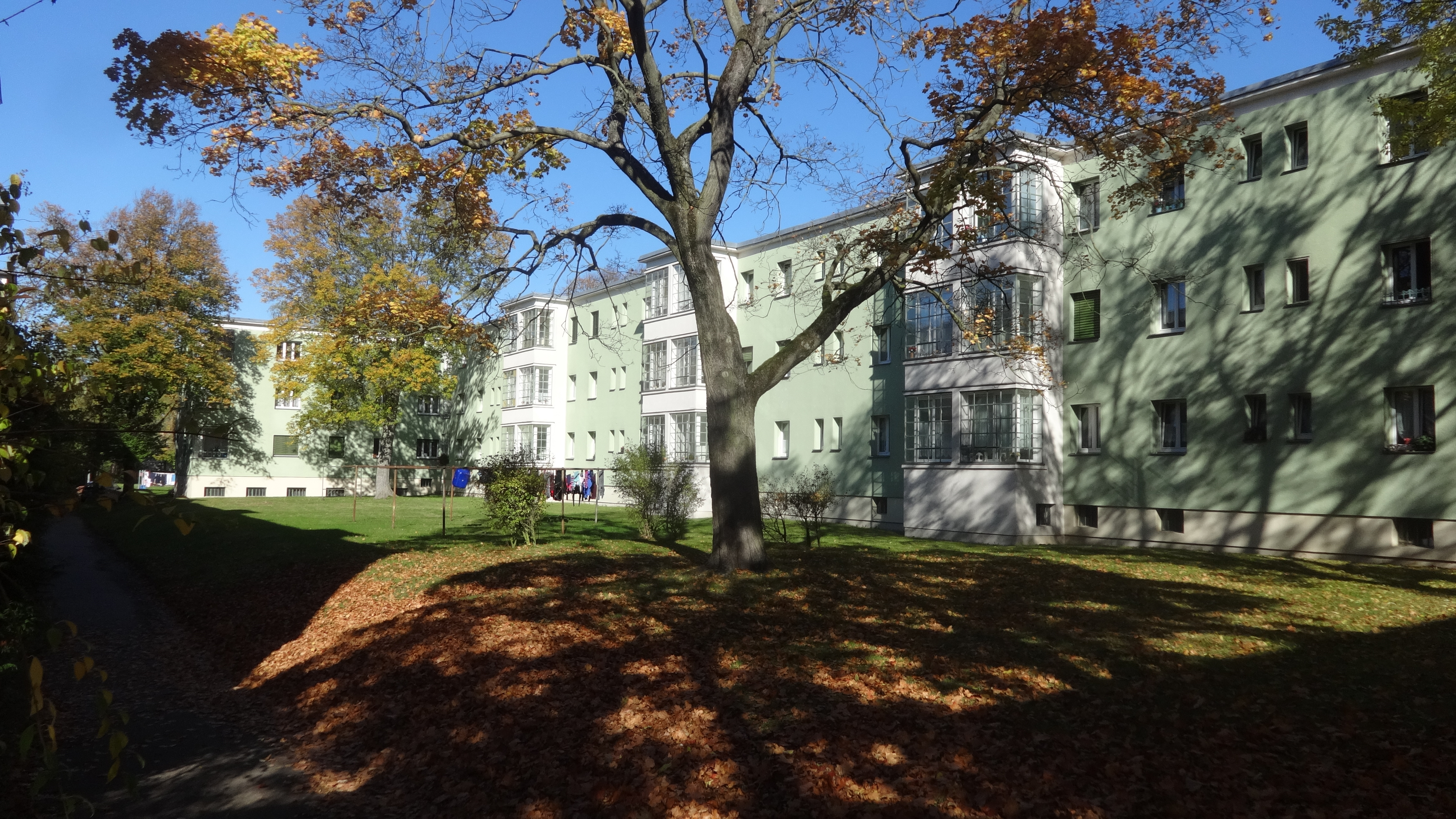
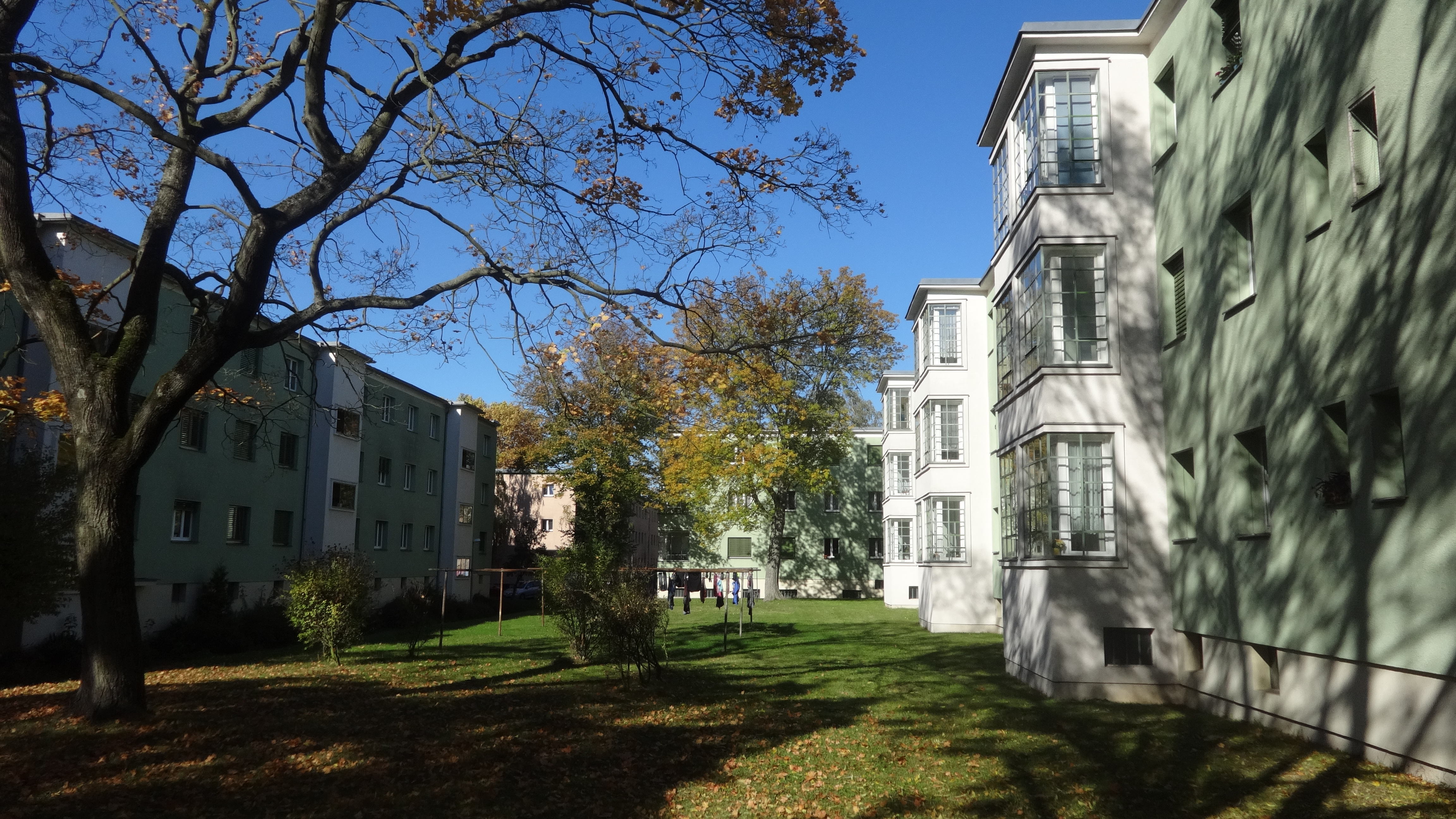
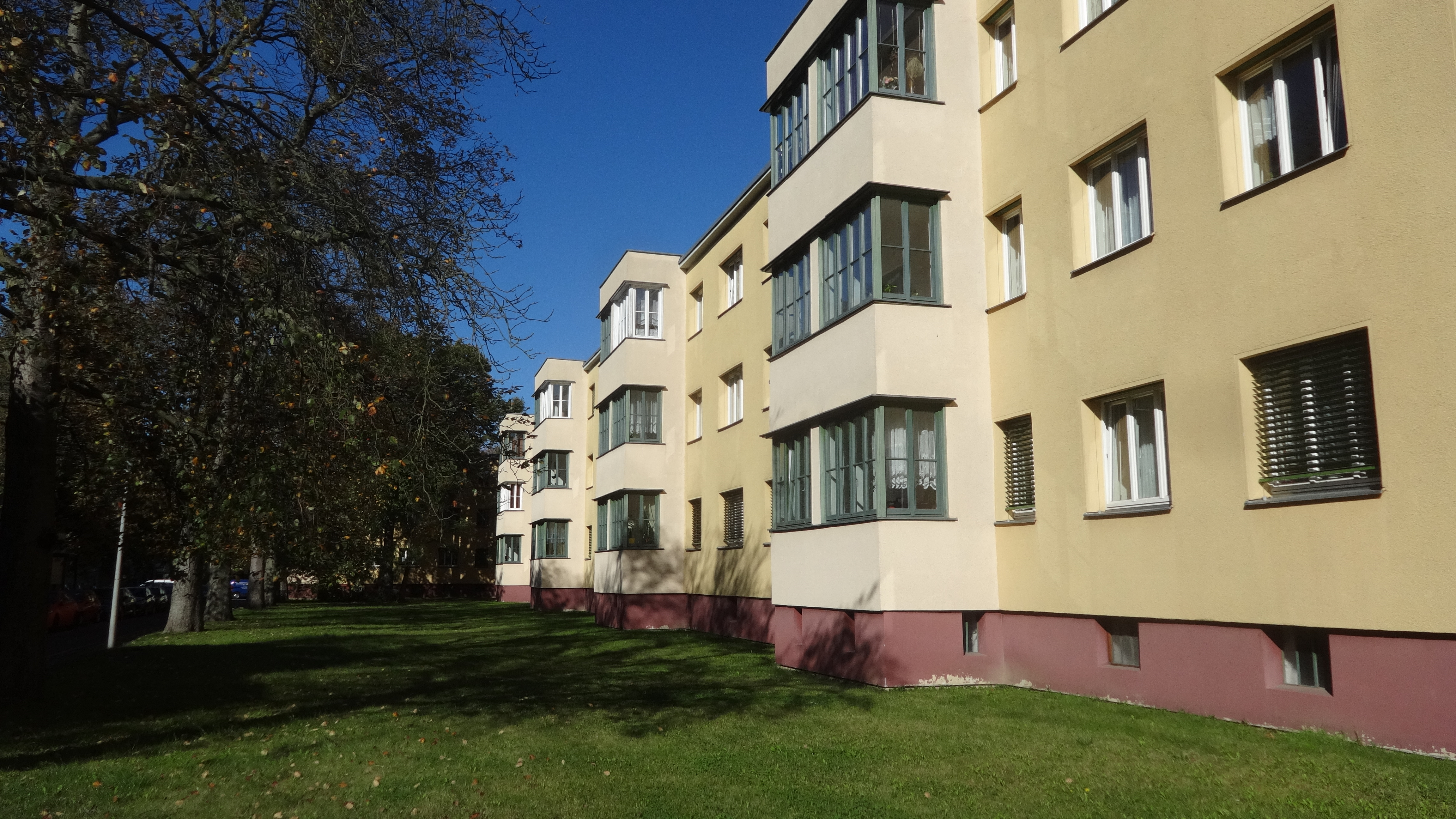